# Amursävsparv
Ej att förväxla med amursparv (Emberiza tristrami).
Amursävsparv (Emberiza yessoensis) är en fåtalig våtmarkslevande östasiatisk tätting i familjen fältsparvar. Den häckar i östra Mongoliet, nordöstra Kina, sydöstra Sibirien och i Japan. Vintertid flyttar den till östra Kina, södra Japan och Korea. Fågeln minskar i antal på grund av habitatförstörelse, så pass att internationella naturvårdsunionen IUCN anser den vara nära hotad.

## Utseende
Amursävsparven är en liten (14-15 cm) fältsparv med spetsiga stjärtfjädrar. Hane i häckningsdräkt är glansigt svart på huvud ner till nacken och övre delen av bröstet. Ovansidan är ljust gråbrun med inslag av rostbrunt och kraftigt svart streckad. Stjärten är gråbrun med vita kanter. Undersidan är gräddvit, något mörkare på bröstet. Den skiljer sig från de nära släktingarna sävsparv och dvärgsävsparv genom avsaknad av vitt submustaschstreck. Utanför häckningstid är dock det svarta på huvudet dolt av bleka spetsar på fräscha fjädrar, med en antydan av blekt ögonbrynsstreck och submustaschstreck.

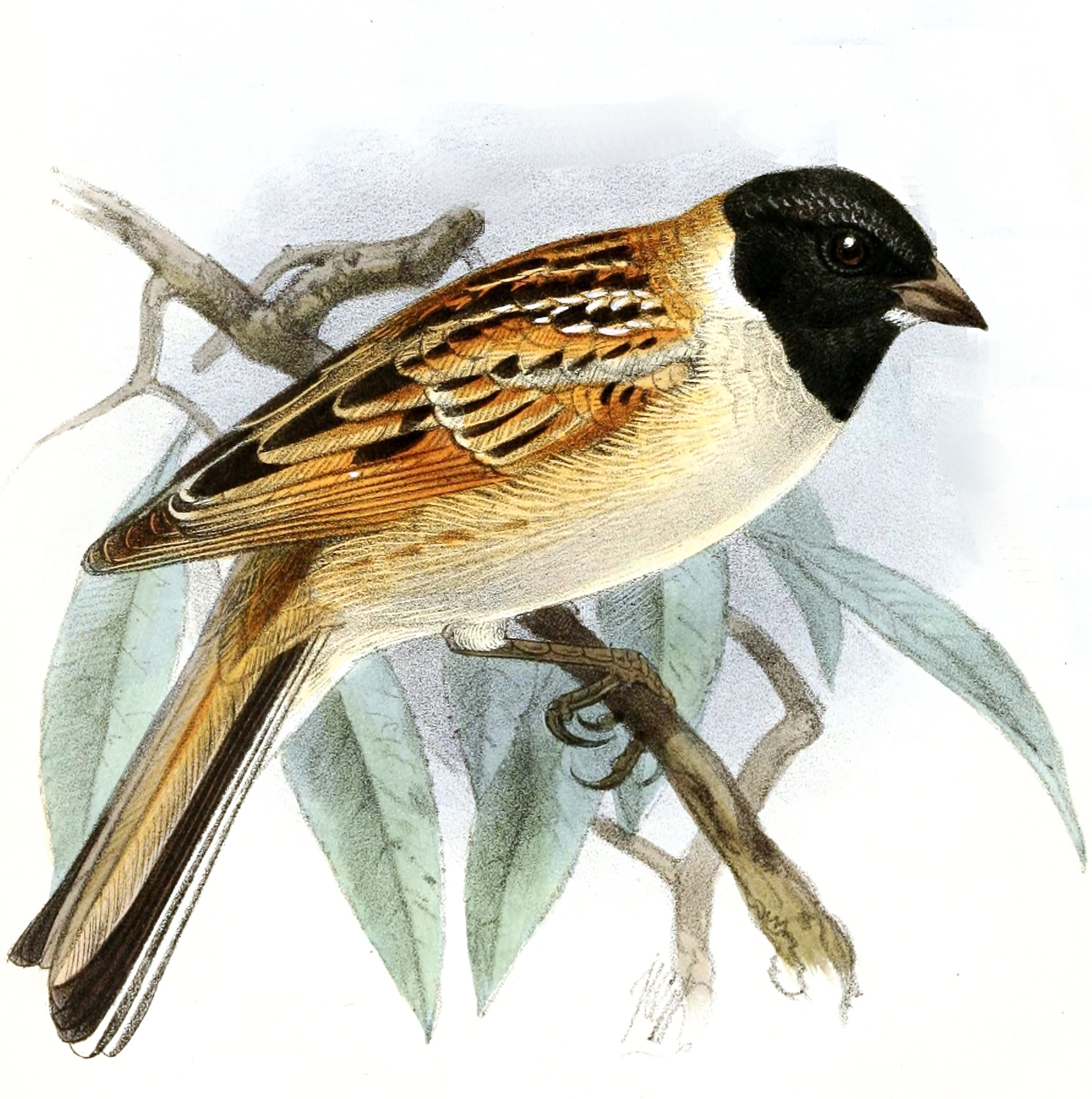

Honan har huvudsakligen mörkbrunt huvud med några blekare streck. Örontäckarna är mörkbruna. Den har även blekorange submustaschstreck och strupe med kontrasterande svart mustaschstreck.

## Läten
Lätena beskrivs i engelsk litteratur som ett ”tsu tsu cho” eller ”chi”. Sången liknas vid en repetitiv ängssparv.

## Utbredning och systematik
Amursävsparv häckar i östra Mongoliet, nordöstra Kina, sydöstra Sibirien och i Japan. Vintertid flyttar den till östra Kina, södra Japan och Korea. Den delas in i två underarter med följande utbredning:
- Emberiza yessoensis continentalis – häckar i östligaste Mongoliet, nordöstra Kina (Heilongjiang) och sydöstra Sibirien (Ussuriland); övervintrar i kustnära östra Kina
- Emberiza yessoensis yessoensis – häckar i centrala och södra Japan på norra och centrala Honshu samt Kyushu, tidigare även Hokkaido och södra Kurilerna; övervintrar i södra Japan och Korea

### Släktskap och släktestillhörighet
Arten placeras traditionellt i släktet Emberiza. Sentida genetiska studier visar att denna arts närmsta släktingar är sävsparv och dvärgsävsparv. Tillsammans med exempelvis gyllensparv och videsparv bildar den en klad inom släktet. Vissa lyfter ut dem och några andra arter till det egna släktet Schoeniclus.

## Levnadssätt
Amursävsparven häckar i vassbälten och i områden med buskar eller höga örter kring våtmarker. Födan är dåligt känd, men har noterats äta frön, skalbaggar, fjärilslarver och bär. Fågeln häckar från maj till juli och lägger två kullar. Det lilla skålformade boet av gräs placeras nära marken, vari den lägger tre till fem ägg. Arten är flyttfågel som anländer häckområdena i maj och lämnar i september.

## Status och hot
Amursävsparven tros ha en liten världspopulation på mellan 6 000 och 15 000 vuxna individer. Den tros dessutom minska i antal. Internationella naturvårdsunionen IUCN kategoriserar den därför som nära hotad.

## Namn
Yesso är ett annat namn för den japanska ön Hokkaido.